# Betelseminariet
Betelseminariet var i många år Svenska baptistsamfundets eget seminarium för predikantutbildning. I Betelseminariets "nygamla" lokaler i Bromma fanns från 1994 Betel folkhögskola, vilken 1 februari 2014 uppgick i Bromma folkhögskola. Invid Betelseminariets gamla lokaler, finns sedan 2002 Teologiska högskolan Stockholm (THS). 

## Historia

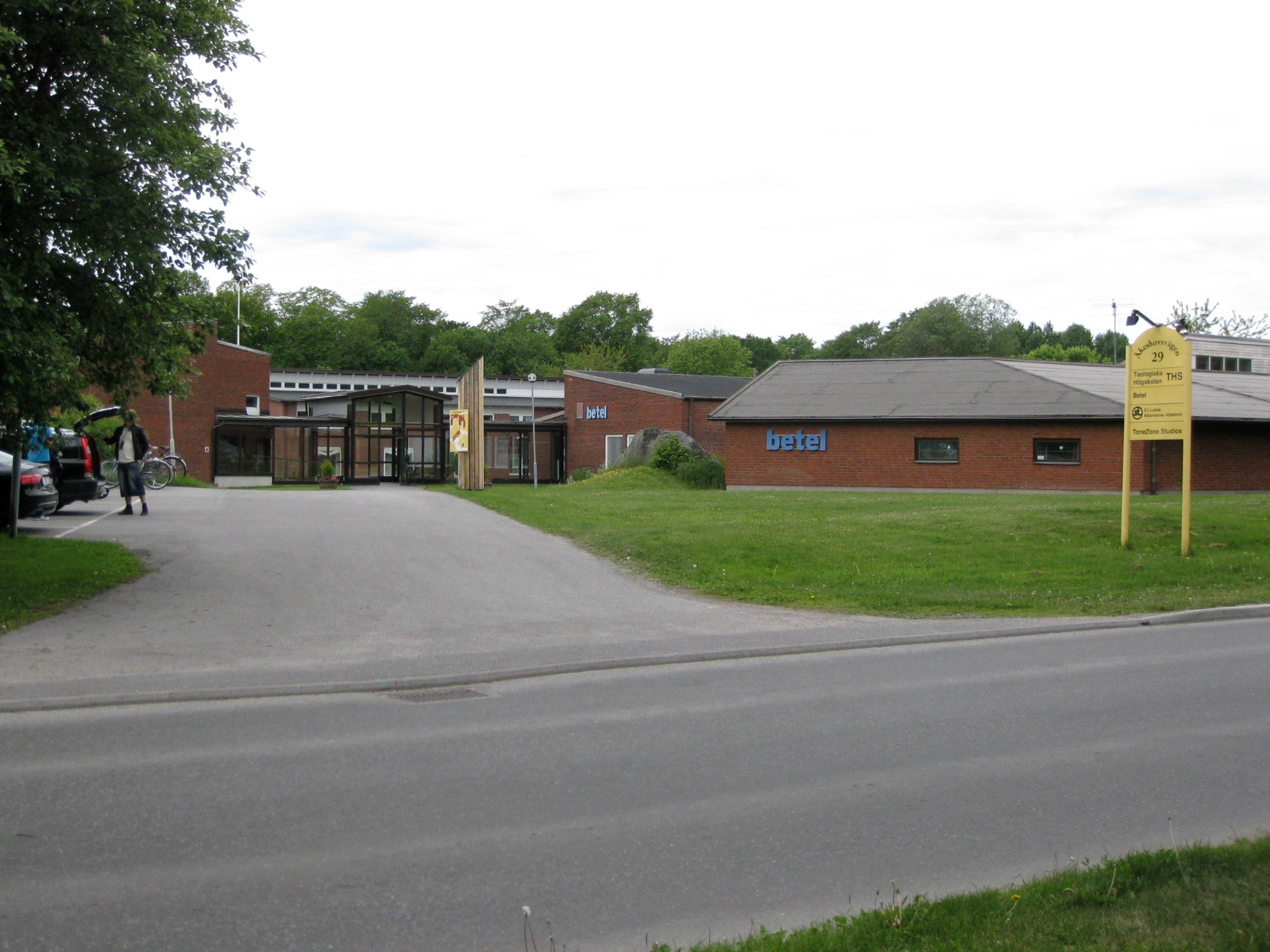
Betelseminariets byggnader i Bromma uppförda 1966 enligt arkitekt Börje Stiglers ritningar.

Betelseminariet grundades 1866 och översten (i general Grants armé) K.O. Broady var seminariets förste rektor. Seminariet hade år 1905 fyra årsklasser med omkring 40 elever vardera och fyra ordinarie och 2 extra lärare. Under de första 40 åren hade 400 elever deltagit i undervisningen. Läroverket hade ett eget bibliotek med huvudsakligen engelsk teologisk litteratur.
I början fanns Betelseminariet inom Betelkapellet på Malmskillnadsgatan 48 i centrala Stockholm, men från 1883 var skolans adress Engelbrektsgatan 18 och 1966 flyttade Betelseminariet till Bromma.
Teologiska högskolan Stockholm (THS) är en slags Betelseminariets efterföljare. Högskolan bildades 1993 som en sammanslagning av Betelseminariet i Bromma och dåvarande Missionskyrkans motsvarighet Teologiska Seminariet på Lidingö. Första året delades verksamheten mellan Bromma och Lidingö, varefter hela skolan lokaliserades till Lidingö. Efter att högskolan vuxit ur lokalerna på Lidingö, byggdes nya lokaler invid Betelseminariets gamla lokaler i Bromma och dessa invigdes vid höstterminsstarten 2002. 2008 tillkom även dåvarande Metodistkyrkans teologiska seminarium (som fram till dess hade funnits i Göteborg).

## Kända elever vid Betelseminariet
- 1869–1873 - Jonas Stadling
- 1878–1882 - Jakob Byström
- 1890–1893 - John Wahlborg
- 1904–1906 - Lewi Pethrus
- 19XY-19XZ - Ingemar Olsson

## Rektorer
- 1958–1971 - David Lagergren